# Nemi érettség
A nemi érettség az a kor vagy állapot, melynek elérésével egy élőlény képessé válik a szaporodásra. Néha a felnőttkor szinonimájának tekintik, bár a két fogalom nem ugyanazt jelenti. Az ember esetében a folyamatot pubertásnak nevezik
A legtöbb többsejtű élőlény képtelen szaporodni a születése (vagy csírázása) idején, és fajtól függően napokba, hetekbe vagy évekbe telik, amíg a teste képessé válik erre a folyamatra. Bizonyos körülmények azonban képessé tehetik a szervezetet a nemi érettség elérésére. E körülmények lehetnek külsők, például a szárazság, vagy belsők, mint a testzsír aránya (e belső körülmények azonban nem tévesztendők össze a nemi érettséget közvetlenül okozó hormonokkal).
A nemi érettség a szaporítószervek kifejlődésével és a szaporodásra szolgáló sejtek, az úgynevezett gemetek termelésének megkezdődésével érkezik el. Együtt járhat a növekedés felgyorsulásával vagy más, az élőlény kifejletlen és kifejlett formáját megkülönböztető fizikai változások megjelenésével. Ezek az úgynevezett másodlagos nemi jellegek gyakran a nemi dimorfizmus növekedését jelzik. Például a pubertáskor előtt az emberi gyermekek mellkasa lapos, de a felnőtt nők emlővel rendelkeznek, ami a férfiaknál hiányzik.
A nemi érettség elérése után egyes élőlények terméketlenné válhatnak, illetve nemet válthatnak. Bizonyos élőlények hermafroditák, és esetenként nem képesek életképes utódok létrehozására. Habár a nemi érettség sok élőlénynél erősen korfüggő, több más tényező is szerepet játszik a kialakulásában, és lehetséges, hogy a felnőtt jellegzetességek többsége vagy összessége anélkül is megjelenik, hogy a nemi érettség bekövetkezne. Ezzel ellentétben a kifejletlen külsejű egyed is képessé válhat a reprodukcióra (lásd progenezis).

## Fordítás
- Ez a szócikk részben vagy egészben  a   Sexual maturity című angol Wikipédia-szócikk ezen változatának fordításán alapul.  Az eredeti cikk szerkesztőit annak laptörténete sorolja fel. Ez a jelzés csupán a megfogalmazás eredetét és a szerzői jogokat jelzi, nem szolgál a cikkben szereplő információk forrásmegjelöléseként.

## Külső hivatkozások
- How does ratio of age of sexual maturity / lifespan vary across species?. (Hozzáférés: 2009. június 2.)
- Sex Differentiation Disorders. [2007. január 26-i dátummal az eredetiből archiválva]. (Hozzáférés: 2009. június 2.)
- Hermaphroditism in other species. (Hozzáférés: 2009. június 2.)
- Why do species change sex?. [2010. július 30-i dátummal az eredetiből archiválva]. (Hozzáférés: 2009. június 2.)
- Salmon sex changing. [2010. augusztus 22-i dátummal az eredetiből archiválva]. (Hozzáférés: 2009. június 2.)